# Get in Tune with Your Music
Get in Tune with Your Music er en dansk kortfilm fra 2010 med instruktion og manuskript af Ville Gideon Sörman.

## Handling
Denne artikel mangler et handlingsreferat. Hjælp os med at skrive det.